# Union Internationale de la Marionnette

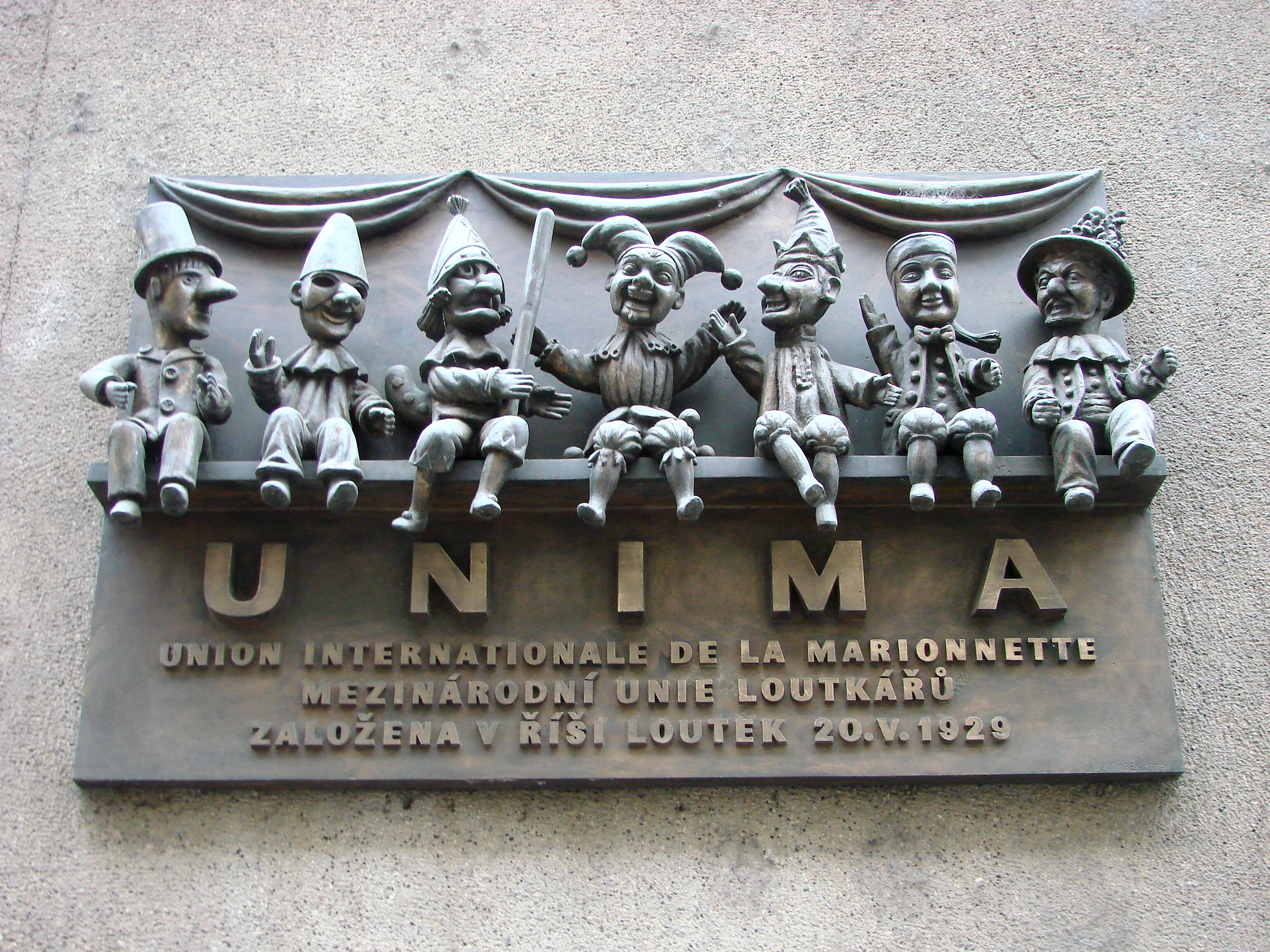
UNIMA

Die Union Internationale de la Marionnette (UNIMA) ist die internationale Vereinigung der Puppenspieler und Figurentheater-Interessierten, die 1929 in Prag gegründet wurde.

## Aufgaben und Ziele

UNIMA Logo

Die UNIMA ist die weltweit älteste und am weitesten verbreitete Theatervereinung. Es gibt 101 nationale Zentren.
Angeschlossen an die UNESCO verfolgt die UNIMA das Ziel, die Puppenspiel- und Figurentheaterkunst im Sinne der Menschenrechte wie Frieden, Freiheit und gegenseitige Verständigung – sowohl rein zwischenmenschlich als auch im größeren Miteinander der Völker – einzusetzen.
In diesem Sinne vereinigt der Verband alle denkbaren Formen des Figurentheaters unter ihrem Dach, wie beispielsweise das Objekttheater, das Schattenspiel und selbstverständlich auch das traditionelle Puppenspiel in all seinen Darstellungs- und Erscheinungsformen.
Auf ihrer Räteversammlung im Juni 2002 in Atlanta erklärte die UNIMA den 21. März zum Internationalen Tag des Puppenspiels.
Zu den UNIMA-Präsidenten gehörte auch Max Jacob als der erste deutsche Präsident nach dem Zweiten Weltkrieg, was hinsichtlich der völkerverständigenden Ziele der Vereinigung von besonderer Aussagekraft war.

## Deutschland
UNIMA Deutschland wurde 1972 gegründet und hat im Jahr 2010 circa 450 Mitglieder. In Deutschland publiziert die UNIMA das Magazin DAT – das andere Theater, das sich überwiegend mit den neueren und weniger mit den traditionellen Formen des Figurentheaters beschäftigt.

## Schweiz
Die UNIMA Suisse wurde 1959 gegründet und hat 186 professionelle, nebenberufliche und therapeutische Puppenspielbühnen als Mitglied. In der Schweiz erscheint zweimal im Jahr das Magazin figura. Es gibt einen Überblick über das Schaffen der Schweizer Puppenspielerszene.

## UNIMA-Kongresse
Im Rhythmus von vier Jahren finden die internationalen UNIMA-Kongresse statt, meist verbunden mit einem Festival.
| - 1929: Gründungskongress in Prag (Präsident: Professor Vesely) - 1929: Paris (dto.) - 1930: Liège/Lüttich (dto.) - 1933: Ljubljana (Präsident: Josef Skupa) - 1957: Prag; Erster Kongress nach dem Krieg (Präsident: Max Jacob) - 1958: Bukarest (dto.) - 1960: Bochum-Braunschweig (dto.) - 1962: Warschau (dto.) - 1966: München (dto.) - 1969: Prag (Präsident: Jan Bussell) - 1972: Charleville-Mézières (Präsident: Henryk Jurkowski) - 1976: Moskau (Präsident: Sergej Obraszow) | - 1980: Washington, D.C. (dto.) - 1984: Dresden (Präsident: Henryk Jurkowski) - 1988: Nagoya (dto.) - 1992: Ljubljana (Präsident: Sirppa Sivori-Asp) - 1996: Budapest (dto.) - 2000: Magdeburg (Präsident: Margareta Niculescu) - 2004: Rijeka (Präsident: Massimo Schuster) - 2008: Perth - 2012: Chengdu - 2016: Tolosa und San Sebastián |